# Pirenella alata
Ốc dạ dài (Pirenella alata) là một loài ốc biển, là động vật thân mềm chân bụng sống ở biển thuộc họ Potamididae.